# 韻妮·奧唯
韻妮·奧唯（英語：Renee Alway，1986年4月29日—），美國模特兒，來自夏威夷州茂宜島，是《全美超級模特兒新秀大賽》第八季季軍。

## 比賽之前
在參加《全美超模新秀大賽》前，韻妮是家庭主婦，她的丈夫名叫杰遜（Jason），兩人有一個一歲大的兒子名叫特洛伊（Troy）。韻妮和媽媽在棕櫚泉居住，而丈夫在那裡工作。
韻妮十三歲時已經有當模特兒的經驗，並拍攝一些商業的廣告照。她也曾在紐約、歐洲和日本等地接模特兒工作，而且在《Seventeen》雜誌和意大利版本的《Vogue》中出現。
韻妮有四個姊妹，她說自己小時候曾被虐待。

## 參與全美超級模特兒新秀大賽
韻妮和丈夫在芝加哥結婚的時候，她聽說到當地會有《全美超級模特兒新秀大賽》的大型面試。但是有太多的人排隊報名面試了，韻妮沒想到自己能夠入選，要丈夫強迫她才肯參加面試。

## 比賽期間
當韻妮第一次和評判見面時，她向評判說她是一名已婚的母親，泰雅亦十分驚訝她在生育後體型仍保持得這麼好。她亦在面試間說自己性格十分坦率，有看不過眼的話就會直說。在她入圍了十三強後，泰雅問她是否想起了她的寶寶？並說她的媽媽或許會是超模新秀冠軍。韻妮回應說：「她的媽媽定是超模新秀冠軍！」
入圍搬進大屋後，她立刻實行了她在面試時向評判說的話。當珠兒（Jael）勝出了第一次的小挑戰後，韻妮很不滿，說這場小挑戰十分不公平，回到家中更和珠兒爭執起來。
在第三集，韻妮不滿彩蓮（Jaslene）經常得到一些易掌握的角色，她「坦率」的性格再次出現。而碧妮勝出了稍後的小挑戰，也令韻妮十分不滿。韻妮更和碧妮爭吵起來。
韻妮還惹怒了屋中的女位大碼模特兒戴安娜（Diana）和慧妮（Whitney），韻妮對慧妮說：「妳認為一個大碼的模特兒能夠登上《Vogue》嗎？」
後來，韻妮被眾女攻擊，她也明白到自己的態度是多麼的差，故她決定要給自己一個正面的形象，因為做一個婆娘是不會得到人心的。在那次的拍攝中，韻妮扮演了被下毒殺死的模特兒，表現出色，終在那週得到了首名入圍。
第七集，韻妮為自己起了一個別名"Nayiem"，後來評判覺得這個名字令他們想起第四季冠軍儷瑪·摩娜，故更改成"NeNe"。
在第七集，眾女參加一個派對，在場有芭黎絲·希爾頓和她的好朋友妮可·瑞奇一同出現。妮可·瑞奇問韻妮誰是婊子，韻妮答：「我不喜歡…珠兒。」這句話立即引來珠兒的反擊，還說沒有人願意和韻妮做朋友。後來泰雅出場，所有的女生都對韻妮說了不好的評語。韻妮說自己背後還有個家庭要照顧，有一個在海邊工作的丈夫，有一個不能離開媽媽的兒子，所以她的壓力十分大，根本不在乎在這裡人緣好不好，並說她只是自我保護才會這麼壞脾氣，後來她向了所有人道歉。
在第八集的演戲小挑戰中，韻妮的出色演技打動了嘉賓艾弗連·萊米雷斯（Efren Ramirez），勝出了第一次的小挑戰，而那次的獎賞是她的丈夫和兒子到屋內探望她，這使韻妮激動得流淚了。在同一集，韻妮和第六季的鍾妮·德斯一同拍攝照片。
第十集的回顧播放了她和迪安之前的一場爭執，迪安（Dionne）不滿韻妮和碧妮時敵時友而挑起罵戰，迪安不停的說：「妳好假！妳好假！婆娘！」
第十一集，泰雅和女孩們拍攝照片，韻妮出色的擺姿勢技巧令泰雅留下深刻印象，但同時在那集評判指出韻妮的形象太過商業化。第十二集，韻妮勝出了第二次小挑戰，得到了名貴首飾，在同集她在拍攝土著舞蹈為主題的照片十分出色，更首名入圍三強。
在最後一集，韻妮進入了三強，評判認為她的CoverGirl照片和廣告都顯得她比起其餘兩人老,在烈日當空的環境下拍的廣告中更見不到她的眼睛，故和亞軍娜塔莎進入了包尾二人，最後韻妮被淘汰。
韻妮在比賽中兩次首名入圍，也勝出兩次小挑戰。
|      | 拍攝題材                                    | 入圍名次 | 附註                |
| 預賽 | 訓練營照／派對照                            | 5/13     |                     |
| 1    | 政治爭議                                    | 7/13     |                     |
| 2    | 校園風雲                                    | 4/12     |                     |
| 3    | 糖衣女郎                                    | 6/11     |                     |
| 4    | 兇案現場                                    | 1/10     | 首名入圍            |
| 5    | 性別交換                                    | 6/9      |                     |
| 6    | 四種心中個性                                | 5/8      |                     |
| 7    | 歷屆比賽事件                                | 4/7      | 勝出小挑戰          |
| 8    | 封面女郎澳洲內陸廣告                        | 2/6      |                     |
| 9    | 感性泳裝照／性感泳裝照                      | 3/5      |                     |
| 10   | 土著舞蹈                                    | 1/4      | 首名入圍+勝出小挑戰 |
| 11-1 | My Life As a Cover girl 及 Cover Girl唇彩照 | 3/3      | 季軍                |

## 比賽過後
韻妮和第八季的其餘四強在《Us Weekly》中拍了一輯照片，當中韻妮說自己很欣賞德國超模海迪·克林，她欣賞海迪能夠擔任一個母親之餘，亦能做模特兒和主持節目。
在CW Lounge的Closeup中，韻妮說她不喜歡自己大變身的髮型，但為了保持良好形象故在比賽期間她一直都沒有提及。
韻妮在訪問中透露她將會搬到洛杉磯當模特兒，她也將會參與拍攝電影。
她在MySpace中稱她已和Next模特兒經紀簽約。
在2013年，她因为盗窃、藏毒、袭警罪而入狱。

## 外部連結
- 韻妮·奧唯在互联网电影资料库（IMDb）上的資料（英文）
- 韻妮的相冊 （页面存档备份，存于）